# Новое Атлашево
Но́вое Атла́шево (чув. Ҫӗнӗ Тутаркасси) — посёлок в Чебоксарском районе Чувашской Республики. Административный центр Атлашевского сельского поселения.

## География
Находится в северной части Чувашии на расстоянии приблизительно 16 км на восток от районного центра поселка Кугеси и в 20 км к юго-востоку от Чебоксар, на левобережье реки Цивиль.

## История
Официально получил статус населённого пункта в 1978 году при совхозе «25 съезд КПСС». В 1979 году учтено было 2642 жителя. В 2002 году было 1103 двора, в 2010—1094 домохозяйства. В 2010 году действовал СХК «Атлашевский».

## Население
| 2002 | 2010  | 2012  |
| ---- | ----- | ----- |
| 3549 | ↘3427 | ↗3753 |

Постоянное население составляло 3549 человек (чуваши 88 %) в 2002 году, 3427 в 2010.